# Joyce Tape
Joyce Tape est une auteure-compositrice-interprète et bassiste ivoirienne née le 17 janvier 1975 à Tiassalé.

## Biographie
Joyce Tape est née à Tiassalé en Côte d’Ivoire le 17 janvier 1975 dans une famille de griot, cultivateurs et commerçants. Dès son plus jeune âge, elle est initiée au chant par sa mère. À 15 ans, elle entre au lycée intégré dans l’école des Beaux-Arts d’Abidjan en Côte d’Ivoire. Parallèlement à sa scolarité, elle apprend la basse dans l’Orchestre national de la marine d’Abidjan et participe à des projets musicaux en Côte d’Ivoire. Aux Beaux-Arts, elle se spécialise dans la photographie. Diplôme en poche, elle arpente son pays pour rencontrer les paysans qui cultivent le cacao et les photographie pour témoigner de leurs difficultés. En 2001, elle se rend en Europe (France) pour exposer 50 photographies sur ce thème. Ce reportage est vendu a divers magazines français et ivoiriens. Après plusieurs reportages photographiques, en France, Joyce Tape décide de retourner à la musique.
Blueswoman africaine, Joyce Tape est auteur-compositeur-interprète et bassiste. Installée en France depuis une vingtaine d'année, sa musique se nourrit de sa culture ivoirienne, teintée d’influences occidentales, mélange de tradition et de modernité. Au travers de textes engagés, Joyce livre ses émotions. Avec ses compagnons de musique, elle crée une véritable géographie musicale, associant énergie et conscience humaine. Artiste engagée, elle aime faire découvrir sa culture et son art à la jeune génération, pour les aider à ouvrir les yeux (et les oreilles) sur le monde "Nous, artistes, avons l’obligation morale d’attirer l’attention sur les maux qui minent notre société, et si possible de proposer des solutions. C’est cela le sens de notre engagement.".
En 2006, elle participe au titre L’Homme Songe de l’album Les Paradis disponibles d’Aldebert.
En 2008, Joyce Tape sort son premier album, Mogobé.
En 2012, l’artiste sort son deuxième album, Hélène. Cet album est un hommage à sa mère, décédée durant son adolescence. 
Lors de la tournée de l’album Hélène, Joyce Tape rencontre en 2012, le bluesman malien Boubacar Traoré. Cette rencontre marque un tournant dans son travail. Les deux artistes décident de s’associer pour mettre en place un vaste projet culturel, le projet Dongri-Niman, porté par l’association Benkadi - Joie Production, dont l’objectif est de diffuser la musique blues et la culture africaine. Durant deux ans, Joyce Tape parcourt alors les routes de France, du Mali, de la Côte d’Ivoire pour parler de sa culture, de sa musique, de la diversité culturelle au public et en particulier aux enfants, à travers des concerts dans les lieux publics, des interventions dans les écoles et les centres de loisirs.
En 2015, sort le troisième album de Joyce Tape, Niman, la musique va plus loin que les mots, dans lequel intervient Boubacar Traoré. La sortie de cet album se fait en Côte d’Ivoire, suivie d’une tournée dans ce pays et d’une tournée en France (Festival No-Logo dans le Jura, festival Les Hebdos de l’Eté en Lozère, festival Cognac Blues Passion en Charente, ...).
Joyce Tape reçoit à cette occasion une distinction de la part du maire de la Commune d'Adjamé (3 millions d'habitants en journée) à Abidjan pour son engagement auprès du peuple.
Pour l'année scolaire 2015-1016, l'auteur-compositeur est sélectionnée par la SACEM et l'Education Nationale en France pour la « Fabrique à Chanson », projet dont l'objectif est d'initier le jeune public à la création musicale. Joyce Tape était en résidence à Tanger en février 2017 pour la création d'un nouveau spectacle avec le Gnaoua Abdellah Boulkhair El Gourd. Cette résidence fut suivie d'une tournée au Maroc en août de la même année, après un nouveau séjour ivoirien. Après les prestations en milieu scolaire et les concerts qui ponctuèrent l'année 2017, Joyce Tape débuta l'année 2018 par une nouvelle tournée ivoirienne dans les collèges et lycées d'Attécoubé, commune d'Abidjan. Elle enchaîna avec l'enregistrement de plusieurs titres avec son guitariste El Mira et le trio africain Jaixi en vue de son prochain album. Ce séjour en Côte d'Ivoire se termina par la réalisation de son dernier clip et la promotion de sa musique dans les médias nationaux ivoiriens.
Son dernier album en date, Wlouha-Je Revis! est enregistré en 2018, 2019, 2020 au Mali, en Côte d’Ivoire, au Maroc et en France. Ce dernier sort en 2021 et rencontre un certain succès auprès du public. 
Par la suite, Joyce Tape participe à divers concerts et festivals, en 2021 au Festival Rencontres et Racines à Audincourt (France), à Blues in Bassac, la tournée jeune public « Du champs au chant de blues » dans toute la France, en 2022 au Festival Blues Passion de Cognac, en 2024 à la Rodia de Besançon, à Paris, au Festival Bocks-sons, au Festival Les Estivales des Plaines, ou encore à la 8ème édition du Festival Blues&Co. 

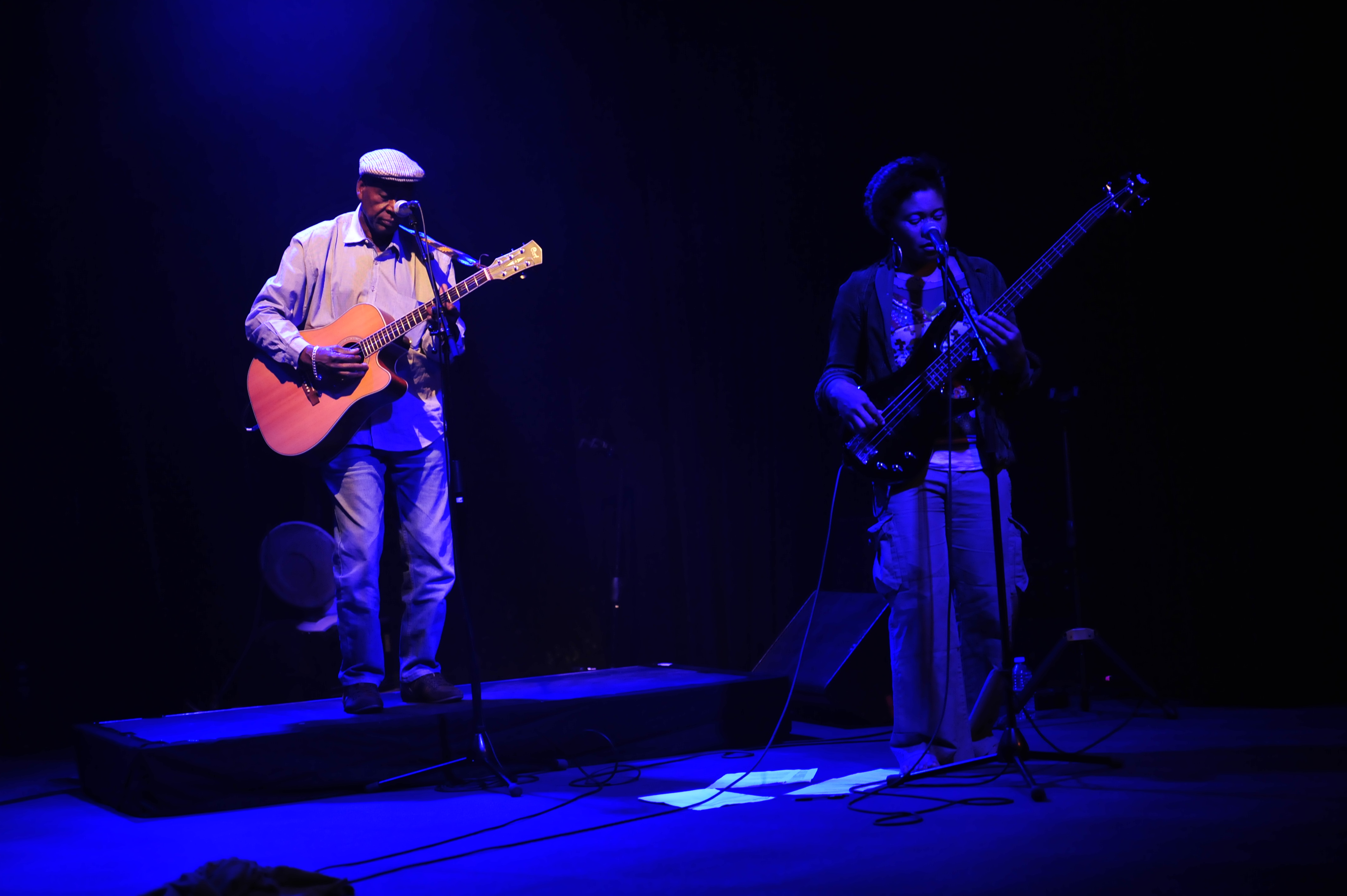
Joyce Tape et Boubacar Traoré à la Rodia le 16 avril 2013

## Discographie détaillée
Autres enregistrements sur CD :
- Album Diolo avec le groupe Yang-System (1995-1996).
- Album Les Paradis disponibles d’Aldebert (2006) : participation au titre L’Homme-songe.

Autres enregistrements numérique : 
• Album réalisé avec le jeune public (2017).
Réalisation de chansons ainsi que des clips vidéo en compagnie d’élèves d’écoles issus de l'Académie de Besançon, de l'Académie de Dijon ou encore de l'Académie d'Attécoubé (Côte d'Ivoire) , à retrouvés sur Youtube.

## Récompense
- 2015 : Diplôme d’honneur remis par le maire d’Adjamé à Abidjan (Côte d’Ivoire), Youssouf Sylla, pour le travail effectué dans sa commune : concerts dans les gares, les marchés, les écoles.